# Овен Да Гама
Овен Да Гама (англ. Owen Da Gama; 18 серпня 1961, Волксруст) — південноафриканський футболіст, що грав на позиції нападника. По завершенні ігрової кар'єри — футбольний тренер.

## Клубна кар'єра
Один сезон виступав за бельгійський клуб «Беєрсхот» у складі якого провів 15 матчів в яких забив вісім голів.
За три сезони в складі північноірландського футбольного клубу «Деррі Сіті» провів 54 матчі, забив 39 м'ячів.
Завершував кар'єру гравця на батьківщині виступами за клуби «Морока Своллоуз» та «Динамос».

## Кар'єра тренера
З 1997 року розпочав кар'єру тренера. До 2013 очолював різноматні південноафриканські клуби, зокрема такі відомі клуби, як «Платінум Старс», «Орландо Пайретс» та «Фрі Стейт Старз».
З 2014 по 2016 був асистентом головного тренера національної збірної ПАР та головним тренером олімпійської збірної ПАР, яка була учасником футбольного турніру на Олімпійських іграх 2016 року у Ріо-де-Жанейро.
З 2016 по 2017 був головним тренером національної збірної ПАР. З 2017 по 2020 тренував клуб «Гайлендс Парк», а з 2020 по 2022 роки команду «ТС Гелаксі».